# Liski (powiat ełcki)
Liski (niem. Lysken, 1938–1945 Lisken) – wieś w Polsce położona w województwie warmińsko-mazurskim, w powiecie ełckim, w gminie Stare Juchy.
W latach 1975–1998 miejscowość należała administracyjnie do województwa suwalskiego.